# Ciorbă de miel
Ciorba de miel este o specialitate culinară românească preparată din șira, coastele și/sau măruntaiele de miel. Se găsesc multe variații în pregătirea ei în diferitele regiuni ale României (în Moldova se prepară „borșul de miel”). Multe gospodării casnice au propriile lor rețete. Această ciorbă se pregătește adesea în zilele de Paști.

## Ingrediente
În acest articol este descrisă doar ciorba bazală, pentru că există foarte multe variații ale acesteia.
Pentru o ciorbă de miel este nevoie de: carne de miel (șiră, coaste, și/sau măruntaie), cepe,  morcovi, țelină verde, eventual păstârnac și rădăcină de pătrunjel, usturoi, ceapă verde, foaie de dafin, verdețuri (pătrunjel verde, leuștean, tarhon), apă sau bulion de carne, borș, lămâie (a la grec) sau oțet precum sare și piper negru. După gust de mai poate adăuga ceva orez fiert, smântână, iaurt sau smântână cu gălbenuș de ou.

## Mod de preparare

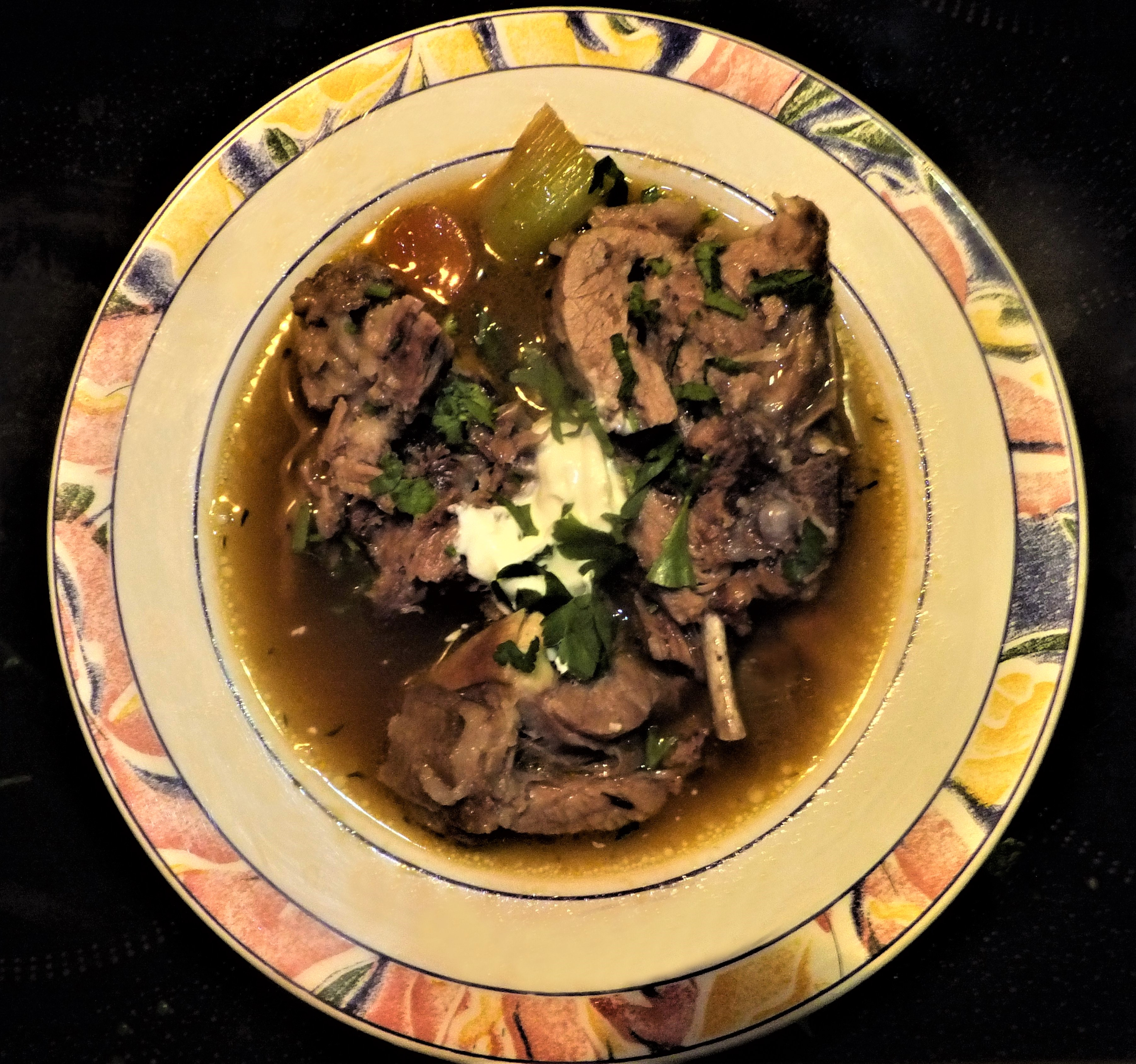
Ciorbă de miel

Carnea tăiată în bucăți se pune la fiert în apă sărată clocotindă (respectiv bulion de carne sau legume) împreună cu foaia de dafin și usturoiul, iar când carnea este pe jumătate fiartă, se adaugă zarzavatul tăiat mărunt și se fierb împreună. La sfârșit (la carne bună în orișice caz mai scurt decât o oră) se adaugă borșul, ceapa verde precum verdețurile tocate mărunt și se potrivește de sare și piper precum, după gust, orezul fiert. Se mai lasă să tragă câteva minute pe foc foarte mic (să nu mai fiarbă).
Gălbenușurile se freacă bine într-un vas cu smântâna și se toarnă, ciorbă amestecând continuu pentru a nu se tăia ori ciorba se servește cu smântână, iaurt sau smântână frecată bine cu gălbenuș de ou, după gust. Pentru ciorbă se poate folosi și capul.

## Ciorbă de oaie sau berbec
Această ciorbă poate fi preparată și cu carne de oaie sau berbec, dar timpul de fiert este mult mai lung. Ingredientele sunt aceleași ca la ciorba de miel, dar se adaugă în plus, după gust, varză dulce, ardei grași, roșii, verdețurile fiind cimbru, mărar, pătrunjel, tarhon și se acrește cu borș, de preferat însă cu zeamă de varză sau lămâie.